# Los novios búlgaros
Los novios búlgaros (internacionalment Bulgarian lovers) va ser l'última pel·lícula dirigida pel realitzador espanyol Eloy de la Iglesia. Estrenada en 2003 es tracta d'una comèdia dramàtica i va suposar el retorn a la pantalla gran del director després de 17 anys. Va tenir un bon acolliment entre la crítica i va obtenir el premi a la millor pel·lícula de temàtica gai en el Festival de Cinema LGTB de Philadelphia (Estats Units).
Basada en la novel·la homònima d'Eduardo Mendicutti la trama gira entorn d'un homosexual ben posicionat i de vida acomodada que veu canviat el seu món amb la irrupció d'un seductor búlgar sense escrúpols del qual s'enamora perdudament. El repartiment, encapçalat per Fernando Guillén Cuervo i Dritan Biba, compta amb alguns actors que ja van treballar amb el realitzador com Emma Penella o Simón Andreu.

## Sinopsi
Daniel Vergara (Fernando Guillén Cuervo) és un homosexual de quaranta anys que gaudeix d'una esplaiada posició social. Resideix en un confortable pis, en un bon barri de Madrid, exerceix com a advocat en un respectable bufet i manté una cordial relació amb la seva conservadora família. Al costat dels seus amics freqüenta Chueca, el barri gai de la capital, per a conèixer i gaudir de trobades casuals amb nois macos i xapers, especialment eslaus, que són la seva feblesa.
En una terrassa de Chueca coneix per casualitat a Kyril (Dritan Biba), un jove, murri i atractiu búlgar heterosexual de 23 anys sense massa escrúpols, de qui s'enamora perdudament. Molt aviat Kyril, conscient de l'atracció que Daniel sent per ell, comença a demanar-li favors que voregen, quan no infringeixen, la legalitat. A més se'n porta de Bulgària a la seva xicota Kalina (Anita Sinkovic) i la instal·la a casa del seu amic. Per a aquestes altures Daniel és perfectament conscient que està sent utilitzat pel seu amant búlgar però es diu a si mateix que ho fa per a ajudar-lo a tirar endavant, incapaç de reconèixer que està venut a la seva passió.
Malgrat totes les aventures i desventures que li succeeixen Daniel continua donant suport a les perilloses activitats de Kyril que inclouen trobades amb la màfia de l'est d'Europa a compte del trànsit d'urani. Finalment Kyril li demana que assisteixi a les seves noces amb Kalina a Bulgària, cosa que Daniel acabarà fent. Al seu retorn a Madrid, trist i desolat en comprovar que el seu romanç ha acabat, Daniel es retrobarà amb un dels convidats a les noces amb qui tornarà a emprendre una nova relació.

## Repartiment
- Fernando Guillén Cuervo - Daniel
- Dritan Biba - Kyril
- Pepón Nieto - Gildo
- Roger Pera - Abogado
- Anita Sinkovic - Kalina
- Fernando Albizu - Mogambo
- Roman Luknár - Simeón
- Simón Andreu - Padre de Daniel
- Julia Martínez - Madre de Daniel
- Gracia Olayo - Rosita
- Emma Penella - Remedios
- Aure Sánchez - Bambi
- Shai Bercovich - Vladimir
- Alberto Lozano - Taxista
- Óscar Iniesta - Emil

## Producció
Després d'una aturada de diversos anys en la realització de pel·lícules, el seu anterior llargmetratge La estanquera de Vallecas es va estrenar en 1987, Eloy de la Iglesia va trobar finançament per part Pedro Olea, Eduardo Campoy, Fernando Guillén Cuervo i Jesús García Ciordia per rodar la que seria la seva última pel·lícula. El pressupost total de la pel·lícula va ser de 2.000.000 d'euros encara que la recaptació en cartelleres a penes va arribar als 380.000 euros.
| « | La verge de Lourdes que ha fet possible el projecte. | » |
| — Eloy de la Iglesia, sobre els productors Pedro Olea, Jesús García Ciordia, Fernando Guillén Cuervo i Eduardo Campoy a El País (2002) |                                                      |   |

Per a l'adaptació de la novel·la homònima d'Eduardo Mendicutti, publicada en 1993, l'equip de guionistes va incloure a de la Iglesia i a Mendicutti, agregant-se Fernando Guillén Cuervo i Antonio Hens. Encara que el resultat final manté algunes diferències amb la trama i el to mostrat en la novel·la el resultat final va ser del grat del director i de l'escriptor.
| «                                                                         | Eduardo (Eduardo Mendicutti) era molt favorable al fet que fes la pel·lícula, i no sé si li ha agradat o no, però sí que el va emocionar. (...) On més m'he alliberat ha estat en què els personatges tinguessin ploma quan l'havien de tenir. | » |
| — Eloy de la Iglesia, sobre Los amantes búlgaros en Diario Córdoba (2003) | |   |

En la selecció de l'elenc va influir el fet que els actors que encarnen els personatges originaris de Bulgària havien de conèixer amb fluïdesa tots dos idiomes. Finalment durant el càsting es va optar per Ditran Biba, que encarna a Kyril, un actor d'origen albanès. Per al rol de la núvia de Kyril, Kalina, es va optar per Anita Sinkovic d'origen croat.

## Recepció
Los novios búlgaros tenen una percepció mixta, negativa i positiva, als portals d'informació cinematogràfica. A IMDb, basant-se en 774 vots, obté una puntuació de 5,8 sobre 10. FilmAffinity España li atorga un 4,1 sobre 10 basant-se en 892 vots.
Mirito Torreiro, a Fotogramas, li atorga 4 estrelles de 5 destacant "Res feia preveure que el retorn al cinema, després de 17 anys, de Eloy de la Iglesia, un cineasta essencial en els temps de la Transició i els primers 80, anava a saldar-se amb un resultat tan positiu.(...) el nostre home, que ha fet de la provocació la seva arma, ara i sempre, torna a sorprendre amb la impecable posada en escena (és Los novios búlgaros el film millor rodat d'un cineasta que mai ha fet de la delicadesa i el traç fi la seva marca d'estil) d'una història trista (...) matissadament trista, ni ploranera ni planyívola".
César Sabater al portal fandigital.es ressenya "La història funciona perfectament durant gairebé tot el seu metratge; i dic gairebé perquè la història la seva mou en tot moment en un to realista però s'intenta introduir una altra trama a la meitat de la pel·lícula que no acaba de funcionar, ja que el to d'aquesta és més d'acord amb episodis de l'Inspector Gadget -delirant escena d'amb residus nuclears inclosos-".
Diego Vázquez a labutaca.net atorga una puntuació de 7 sobre 10 a la pel·lícula indicant "Eloy ha tornat amb tota la seva força, rodant el film que li ha donat la gana com li ha donat la gana, i encara que el resultat no caldria qualificar-lo objectivament de bo, sí que per diversos motius es fa absolutament necessari als nostres dies, malgrat la seva obligada etiqueta de rara avis".